# 莫斯科省
莫斯科省（羅馬化：Moskovskaya guberniya）是俄羅斯帝國的一個省。成立於1708年12月18日，是俄羅斯最早的八個省之一，本省也是莫斯科總督區唯一的轄地。是莫斯科州的前身 （1929年1月14日成立，6月3日前稱中央工業區）。
面積33,000平方公里，1897年人口2,430,581人。首府莫斯科（1713年以前及1918年以後為俄國首都），下分十三縣。